# Eccoptomera emarginata
Eccoptomera emarginata – gatunek muchówki z rodziny błotniszkowatych i podrodziny Heleomyzinae.
Gatunek ten opisany został w 1862 roku przez F. Hermanna Loewa.
Muchówka o ciele długości od 3,25 do 4,5 mm. Czułki mają trzeci człon z wyraźnym kątem koło wierzchołka. W chetotaksji tułowia występuje jedna para szczecinek śródplecowych leżąca przed szwem poprzecznym oraz dwie pary szczecinek sternopleuralnych. Przedpiersie i tarczka są nagie. Kolce na żyłce kostalnej skrzydła są dłuższe niż owłosienie. Środkowa para odnóży ma środkową część goleni owłosioną, ale pozbawioną szczecinek. Tylna para odnóży samca ma spodnią powierzchnię uda przy nasadzie z niewielkim wcięciem i pozbawioną palcowatego wyrostka.
Owad znany z Hiszpanii, Francji, Holandii, Niemiec, Szwajcarii, Austrii, Szwecji, Polski, Czech, Słowacji, Węgier, Ukrainy, Rumunii, Bułgarii, Serbii, Czarnogóry oraz Bośni i Hercegowiny.